# 阿卡加冰川

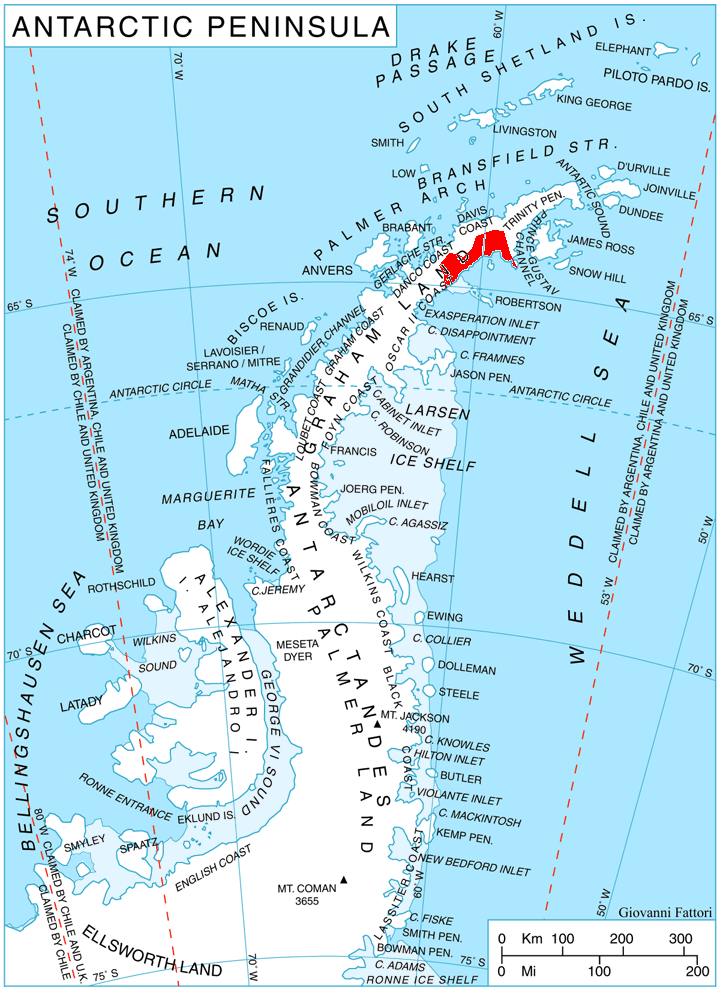

阿卡加冰川是南極洲的冰川，位於葛拉漢地，處於錫尼翁冰川以北，長5.7公里，流經底特律高原，最終注入威德爾海的奧德林灣。
64°33′50″S 60°27′40″W / 64.56389°S 60.46111°W

## 外部連結
- Akaga Glacier. （页面存档备份，存于） SCAR Composite Antarctic Gazetteer.